# Kanakubo Jun
Kanakubo Jun (金久保 順, sinh ngày 26 tháng 7 năm 1987) là một cầu thủ bóng đá người Nhật Bản hiện tại thi đấu cho Vegalta Sendai.

## Thống kê câu lạc bộ
Cập nhật đến ngày 23 tháng 2 năm 2017.
| Thành tích câu lạc bộ | Thành tích câu lạc bộ       | Thành tích câu lạc bộ | Giải vô địch | Giải vô địch | Cúp                   | Cúp                   | Cúp Liên đoàn | Cúp Liên đoàn | Châu lục | Châu lục  | Tổng cộng | Tổng cộng |
| Mùa giải              | Câu lạc bộ                  | Giải vô địch          | Số trận      | Bàn thắng    | Số trận               | Bàn thắng             | Số trận       | Bàn thắng     | Số trận  | Bàn thắng | Số trận   | Bàn thắng |
| Nhật Bản              | Nhật Bản                    | Nhật Bản              | Giải vô địch | Giải vô địch | Cúp Hoàng đế Nhật Bản | Cúp Hoàng đế Nhật Bản | J. League Cup | J. League Cup | AFC      | AFC       | Tổng cộng | Tổng cộng |
| --------------------- | --------------------------- | --------------------- | ------------ | ------------ | --------------------- | --------------------- | ------------- | ------------- | -------- | --------- | --------- | --------- |
| 2006                  | Ryutsu Keizai University FC | JFL                   | -            | -            | 0                     | 0                     | -             | -             | -        | -         | 0         | 0         |
| 2007                  | Ryutsu Keizai University FC | JFL                   | 17           | 2            | 1                     | 0                     | -             | -             | -        | -         | 18        | 2         |
| 2008                  | Ryutsu Keizai University FC | JFL                   | 8            | 1            | 1                     | 0                     | -             | -             | -        | -         | 9         | 1         |
| 2009                  | Ryutsu Keizai University FC | JFL                   | 10           | 1            | 1                     | 0                     | -             | -             | -        | -         | 11        | 1         |
| 2010                  | Omiya Ardija                | J1 League             | 19           | 2            | 3                     | 0                     | 6             | 0             | -        | -         | 28        | 2         |
| 2011                  | Omiya Ardija                | J1 League             | 10           | 1            | 1                     | 0                     | 2             | 0             | -        | -         | 13        | 1         |
| 2012                  | Omiya Ardija                | J1 League             | 16           | 1            | 0                     | 0                     | 6             | 0             | -        | -         | 22        | 1         |
| 2013                  | Avispa Fukuoka              | J2 League             | 28           | 3            | 0                     | 0                     | -             | -             | -        | -         | 28        | 3         |
| 2014                  | Kawasaki Frontale           | J1 League             | 12           | 1            | 2                     | 0                     | 3             | 0             | 2        | 0         | 19        | 1         |
| 2015                  | Vegalta Sendai              | J1 League             | 20           | 1            | 4                     | 0                     | 1             | 0             | -        | -         | 25        | 1         |
| 2016                  | Vegalta Sendai              | J1 League             | 14           | 2            | 0                     | 0                     | 2             | 0             | -        | -         | 16        | 2         |
| Tổng                  | Tổng                        | Tổng                  | 154          | 15           | 13                    | 0                     | 20            | 0             | 2        | 0         | 189       | 15        |